# West (sigarette)

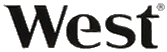
Logo

West è una marca di sigarette tedesca, appartenente alla compagnia britannica Imperial Tobacco.

## Storia

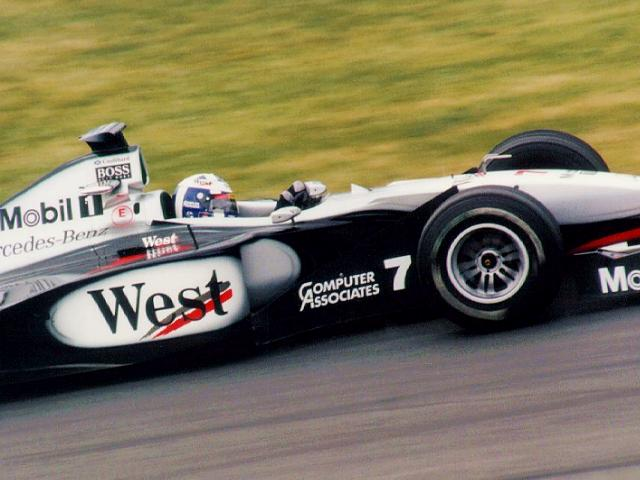
La McLaren MP4/13 del 1998 pubblicizzata West

West è stata dal 1997 fino al luglio del 2005 il principale sponsor di sigarette della scuderia di Formula 1 McLaren, che in quel periodo aveva pertanto assunto la denominazione West McLaren Mercedes. Terminò la relazione con la McLaren per via dei divieti vigenti nell'Unione europea in materia di pubblicità sul tabacco. Precedentemente era stata sponsor della scuderia Zakspeed dal 1985 al 1989 e, nel Motomondiale, del Team Pons Racing dal 2001 al 2002.
Le sigarette West sono vendute nella maggior parte degli stati dell'Unione Europea.

## Prodotti
- West Talk: catrame 10 mg, nicotina 0,9 mg, monossido di carbonio 10 mg
- West Silver: precedentemente chiamata anche West Light,contiene 4 mg di catrame, nicotina 0,4 mg e 4 mg di monossido di carbonio
- West Blue: sigaretta il cui fumo contiene 7 mg di catrame, 0,6 mg di nicotina e di 7 mg di monossido di carbonio.
- West Rich Blue: sigaretta il cui fumo contiene 8 mg di catrame, nicotina 0,7 mg e 8 mg di monossido di carbonio.
- West ICE, sigaretta aromatizzata al mentolo, il cui fumo contiene 7 mg di catrame, 0,6 mg di nicotina e di 7 mg di monossido di carbonio. Il sapore al mentolo è veicolato per mezzo del filtro.